# Brunnsrar
Brunnsrar este o arie protejată (arie specială de conservare — SAC, sit de importanță comunitară — SCI) din Suedia întinsă pe o suprafață de 16 ha, integral pe uscat.

## Localizare
Centrul sitului Brunnsrar este situat la coordonatele 57°21′39″N 18°31′49″E / 57.3609°N 18.5303°E.

## Înființare
Situl Brunnsrar a fost declarat sit de importanță comunitară în aprilie 2004 pentru a proteja 1 specie de plante. Situl a fost protejat și ca arie specială de conservare în martie 2011.

## Biodiversitate
Situată în ecoregiunea boreală, aria protejată conține 2 habitate naturale: Pășuni din zone de pădure fino-scandinave, Păduri caducifoliate bătrâne naturale hemiboreale fino-scandinave (Quercus, Tilia, Acer, Fraxinus sau Ulmus) bogate în specii epifite.
La baza desemnării sitului se află o specie protejată de  plante: mușchi (Dicranum viride).